# ديف بالتز
ديف بالتز (بالإنجليزية: Dave Palitz)‏ مواليد 01 يناير 1891 في بريدجبورت - الوفاة 17 نوفمبر 1940 في كونيتيكت، كان ملاكم محترف أمريكي صنّف ضمن فئة وزن الوسط.

## إحصائيات
خاض خلال مسيرته 77 نزالا، فاز في 40 وتعادل في 57 وخسر في 21. فاز بالضربة القاضية في 11 نزالا.

## روابط خارجية
- ديف بالتز على موقع بوكس ريك (الإنجليزية) (registration required)